# Moritz Blanckarts
Moritz Blanckarts  (* 16. April 1839 in Düsseldorf; † 12. April 1883 in Stuttgart) war ein deutscher Historienmaler der Düsseldorfer Schule sowie Künstlerbiograf, Dichter und Dramatiker.

## Leben
Blanckarts erhielt Privatunterricht von Moritz Pläschke und Benjamin Vautier. Ab 1856 besuchte er die Kunstakademie Düsseldorf, wo ihn Christian Köhler und Heinrich Mücke unterwiesen. Weitere Privatlehrer waren im Jahr 1857 Emanuel Leutze und im Jahr 1858 Emil Hünten. Blanckarts lebte in Düsseldorf, wo er dem Künstlerverein Malkasten angehörte und sich 1871 durch einen Prolog sowie ein Gedicht an der „Dürer-Gedenkfeier“ beteiligte. Blanckarts malte und besang vorzugsweise historische Szenen, insbesondere aus Schlachten. Seine ersten Werke schilderten die Befreiungskriege. Im Jahr 1876 zog er nach Stuttgart um, wo er sieben Jahre darauf im Alter von 43 Jahren starb. 
Blanckarts tat sich auch als Biograf, Dichter, Dramatiker und Kunstschriftsteller hervor; unter anderem war er Verfasser von 30 Artikeln der Allgemeinen Deutschen Biographie. 1877 erschien in Stuttgart sein Werk Düsseldorfer Künstler. Nekrologe aus den letzten zehn Jahren.

## Werke

### Bilder
- Körner’s Tod (1859)
- Schill’s Tod
- York bei Möckern (1863)
- König Wilhelm bei Königgrätz (1867)
- Bazaine bei Mars la Tour (1873)
- Kaiser Wilhelm zu Pferde mit Bismarck, Moltke und Podbielski (1875)

### Schriften
- Die Kunstakademie zu Düsseldorf und die Düsseldorfer Schule. In: Unsere Zeit. Deutsche Revue der Gegenwart. Monatsschrift zum Conversations-Lexikon. Neue Folge, fünfter Jahrgang, zweite Hälfte, F. A. Brockhaus, Leipzig 1869, S. 39 ff.
- Düsseldorfer Künstler. Nekrologe aus den letzten zehn Jahren. Ebner und Seubert, Stuttgart 1877.